# História do design de produto
Essa é uma área do conhecimento que investiga a evolução do design de produto ou desenho industrial.

## Design antes da mecanização da indústria e do termo "design"
Embora a produção em série tenha trazido profundas mudanças para a cultura material, o ser humano já produzia objetos, edificações e imagens desde a pré-história. A história do design engloba atividades como a cerâmica, marcenaria, movelaria e metalurgia, normalmente classificadas como artes-menores.
Como cada cultura tem um relacionamento próprio com os objetos, é dificil fazer uma separação geral válida entre objetos de arte aplicada (design) e de arte pura.
Nos séculos XVIII e XIX os meios de produção na Europa Ocidental foram grandemente aperfeiçoados. Essas transformações acarretaram mudanças nos próprios objetos fabricados (à princípio, queda na qualidade).
A produção em séries cada vez maiores aumentou muito o valor do modelo a partir do qual se produzia e portanto do trabalho do artesão criador. A princípio, a criação ficava ainda à cargo dos artesãos, que além de criar também produziam as coisas, mas a otimização dos processos necessitou de um rigor de projeto, fazendo com que surgissem novos profissionais especializados em projetar os produtos.
No início, a indústria causou uma grande queda de qualidade, mas o design não era necessariamente adequado às novas tecnologias. Prova disso é a Exposição mundial de Londres em 1851.

## A Primeira Revolução Industrial
A primeira Revolução Industrial fez com que o que antes era artesanato passasse a ser produzido em série. Entretanto a precariedade da industria nascente resultou em produtos mal acabados e que tentavam imitar os produtos artesanais,

## Arts and Crafts (1850-1900)
William Morris criou o Movimento Arts & Crafts como uma reação a essa forma de produção.
O intuido do movimento era defender o artesanato criativo em oposição a mecanização e integrar o artesanato à arte. Este movimento pode ser considerado o primeiro movimento precursor do design como entendemos hoje. O artesão-artista é o profissional que deu origem ao designer.

## A Segunda Revolução Industrial
O surgimento de novos materiais e de novas técnicas de fabricação permitiu novas possibilidades ao desenvolvimento de produtos e serviços. A Segunda Revolução Industrial tem início na segunda metade do século XIX (c. 1850 - 1870), e  seu final normalmente é associado à Segunda Guerra Mundial (1939 - 1945), envolvendo uma série de desenvolvimentos industriais no campo da química, da energia elétrica, e do petróleo e seus derivados. Surgem  os navios a vapor feitos de aço, desenvolve-se a aviação, em é dado o pontapé inicial para a produção o surgimento da sociedade de consumo, com as comidas enlatadas e a refrigeração entre o desenvolvimento tecnológico de outras invenções.

## Art Nouveau
O movimento Art Nouveau ocorreu durante a  Belle Époque(1871-1914) e utilizou-se dos materiais como o ferro e vidro e das novas técnicas de produção. Isso permitiu maior liberdade de criação e resultou em um estilo floreado, cheio de volutas e adornos. Predomina um interesse pelas curvas e formas orgânicas. O estilo influenciou outras vertentes como o Art Decó e o estilo psicodélico dos anos dee 1965 a 1975.

## Deutsche Werkbund
A Associação Alemã do Trabalho Deutsche Werkbund foi fundada em 1907 e estava de certa forma ligada ao movimento Jugendstil, a vertente alemã do Art Nouveau. Entretanto dentro dela nasce um sentimento contra a ornamentação excessiva influenciados pelo livro "Ornamento é Crime" de Adolf Loos publicado em 1908.

## A Bauhaus
Walter Gropius, o fundador da Bauhaus foi membro da Werkbund. A bauhaus foi a principal influência do chamado design modernista e influencia sobremaneira o design de produtos até a atualidade.

## Art Decó
O movimento Art Decó é de certa forma uma popularização do Art Nouveau. Possui aspectos estéticos diversos do movimento anterior e foi muito importante na história do Design. É um Estilo de artes visuais, arquitetura e design. Seu nome tem origem da abreviação de Artes Decorativas, da Exposition internationale des arts décoratifs et industriels modernes (Exposição Internacional de Artes Decorativas e Industriais Modernas) realizada em Paris em 1925. Utiliza-se de curvas, formas geométricas e simetria. Faz uso da Verticalidade na Arquitetura e incorpora aspectos do Futurismo formal, de Filippo Tommaso Marinetti, nos produtos industrializados.

## Ostyling
O movimento styling surgiu da necessidade de renovar os produtos tentando dar a eles, a cada edição, um novo atrativo. O exemplo clássico são os automóveis "rabo de peixe", no qual a falta de inovação tecnológica e a necessidade econômica de novos lançamentos leva a colocação de um novo estilo mais atrativo aos objetos, ligando o design norte-americano ao conceito de Obsolescência programada. O movimento ajuda a firma em definitivo o que veio a ser chamado de Sociedade de consumo. 

## Estilo Internacional (International style)
A retomada do design ligado ao funcionalismo, somado às inovações tecnológicas são em geral denominadas de estilo internacional, desenvolvido entre as décadas de 1920 e 1930, é um estilo principalmente da arquitetura moderna, mas que traz reflexos no design. São exemplos os mobiliários criados por Le Corbusier e  Oscar Niemeyer.

## Pós-modernismo no Design
É caracterizado principalmente pelo desprendimento do modernismo. Movimentos como o "less is more" e grupos como o grupo Memphis(1981) e o grupo Alchimia são expoentes desta ruptura. Também participam uma larga frente de desenvolvimentos anti-funcionalistas na Europa, sobretudo na Itália, frança e Alemanha, EUA e Japão.